# Maardu (stacja kolejowa)
Maardu – towarowa stacja kolejowa na granicy miejscowości Maardu i Liivamäe, w prowincji Harjumaa, w Estonii. Położona jest na linii obsługującej Port Muuga. 